# Kaffeesteuergesetz (Deutschland)
Das Kaffeesteuergesetz regelt die Erhebung der Kaffeesteuer.

## Besteuerung
Die Kaffeesteuer ist eine nationale Verbrauchsteuer, die Einnahmen aus der Kaffeesteuer stehen dem Bund zu (Bundessteuer). Besteuert werden Kaffee sowie in das Steuergebiet verbrachte kaffeehaltige Waren. Das Ziel der Besteuerung ist die Beschaffung von Einnahmen zur Finanzierung der Staatsausgaben.
Die Kaffeesteuer beträgt für Röstkaffee 2,19 Euro je Kilogramm und für löslichen Kaffee 4,78 Euro je Kilogramm. Mischungen von Röstkaffee und löslichem Kaffee unterliegen einem Steuersatz entsprechend den in ihnen enthaltenen Kaffeearten. Das Steueraufkommen betrug in den Jahren 2006 bis 2017 bundesweit jeweils rund 1 Mrd. Euro.

## Steuerentstehung

### Gewerblich
Die Steuer entsteht durch
- Entfernung der Ware aus dem Steuerlager, ohne dass sich eine weitere Steuerbefreiung anschließt (§ 11 Abs. 2 Nr. 1 Kaffeesteuergesetz). Dies ist der Normalfall bei der Herstellung in Deutschland.
- Herstellung ohne Lagererlaubnis (§ 11 Abs. 2 Nr. 2 Kaffeesteuergesetz). Jede Person hat das Recht, Röstkaffee ohne Erlaubnis der Finanzbehörden herzustellen. Im Gegensatz zur Herstellung im Steuerlager entsteht die Steuer sofort. „Herstellung ohne Erlaubnis“ bezeichnet also nichts Verbotenes. Diese Option wird vor allem von Unternehmen genutzt, die selten rösten.
- Einfuhr aus Drittländern (§ 15 Kaffeesteuergesetz). Die Steuer entsteht bei der Einfuhr.
- Bezug aus anderen Mitgliedsstaaten der Europäischen Union (§ 17 Kaffeesteuergesetz). Die Steuer entsteht, wenn der Kaffee in das Steuergebiet verbracht wird.

### Privatpersonen
Die Steuer entsteht durch
- Einfuhr aus Drittländern (§ 15 Kaffeesteuergesetz). Die Steuer entsteht bei der Einfuhr, soweit der Kaffee nicht als Reisemitbringsel abgabenfrei bleibt. Die allgemeine Wertgrenze beträgt für Reisende des gewerblichen Flug- und Seeverkehrs 430 Euro, für auf andere Art Reisende (z. B. Pkw) 300 Euro und für Personen unter 15 Jahren (unabhängig vom Reisemittel) 175 Euro je Person.[4]
- Bezug aus anderen Mitgliedsstaaten der Europäischen Union (§ 17 Kaffeesteuergesetz). Dies ist grundsätzlich steuerfrei, wenn der Reisende den Kaffee im eigenen Gepäck transportiert. § 23 Kaffeesteuerverordnung bestimmt eine Richtmenge von 10 kg, ab der widerleglich vermutet wird, dass der Kaffee zu gewerblichen Zwecken verbracht wird (Beweislastumkehr). Die Vermutung kann widerlegt werden, wenn ein nachvollziehbarer Grund für einen größeren Verbrauch genannt wird – z. B. eine größere Familienfeier oder regelmäßige private Treffen.[5]
- Versandhandel aus anderen Mitgliedstaaten der EU (§ 18 Kaffeesteuergesetz). Hier entsteht die Steuer immer ohne Freigrenze, da der Versender gewerblich handelt. Steuerschuldner ist daher der Versandhändler. Der Empfänger wird allerdings Haftungsschuldner.

### Herstellung im Privathaushalt
Die Herstellung im eigenen Haushalt zum eigenen Verbrauch ist steuerfrei.

### Versandhandel bis 2010
Bis 2010 waren im Versandhandel die Empfänger Steuerschuldner. In vielen solcher Fälle (z. B. Senseo-Pads) hat der Zoll 2007/08 Strafverfahren eingeleitet. Strafverfahren gegen Kleinkonsumenten, die per Internet Kaffee aus anderen EU-Staaten bezogen hatten, erbrachten nach Angaben des Bundesrechnungshofs ca. 25.000 Euro an nachträglichen Steuereinnahmen (0,01–10 €/Vorgang) – bei Zollpersonalkosten von 800.000 Euro.
Im November 2006 kam es in mehreren Hundert Fällen zu Ermittlungen des deutschen Zolls wegen Steuerhinterziehung gegen deutsche Kunden, die über eBay Kaffee in den Niederlanden gekauft hatten.

## Geschichte

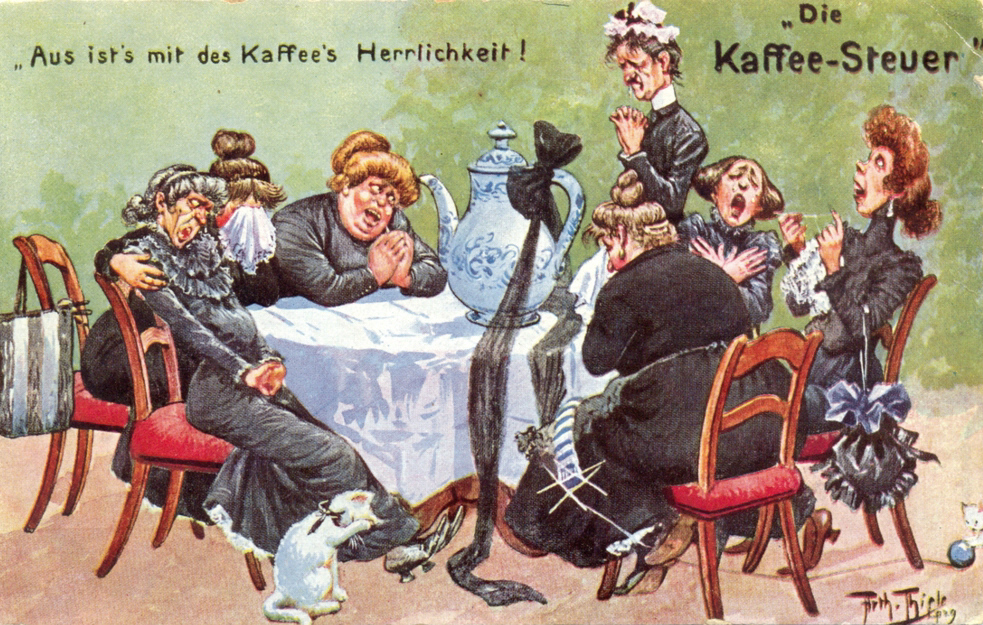
Humoristische Ansichtskarte zur Kaffeesteuer von Arthur Thiele

Die Kaffeesteuer entstand infolge des stark angestiegenen Kaffeeverbrauchs im 18. Jahrhundert.
Der gescheiterte Versuch in Preußen ein Kaffeemonopol zu errichten (1781–1787) wurde durch einen Einfuhrzoll auf Kaffee abgelöst. Dies war lange Zeit die am weitesten verbreitete Form der Kaffeesteuer. Im Deutschen Zollverein wurden die Kaffeezölle zwischen 1853 und 1860 deutlich gesenkt und 1871 dem Reich zugewiesen. Zu deutlichen Erhöhungen kam es unter anderem im Zuge der Finanzreform ab 1909. Nach der Währungsreform scheiterte eine Neu-Festsetzung der Kaffeezoll-Sätze. Durch Gesetz wurde am 22. Juni 1948 die Kaffeesteuer als Verbrauchsteuer für das Vereinigte Wirtschaftsgebiet eingeführt, 1949 auch in Berlin-West. Im Grundgesetz wurde die neue Steuer dem Bund zugewiesen.
Bis 1953 war die Kaffeesteuer so hoch (zuletzt 10 DM/kg), dass ein lukrativer Kaffeeschmuggel vor allem an der deutschen Westgrenze bestand, die so genannte Aachener Kaffeefront. Nach der Senkung der Kaffeesteuer auf 3 DM/kg oder 4 DM/kg stieg der Verbrauch stark (begünstigt durch das Wirtschaftswunder); bereits 1954 waren die Gesamteinnahmen aus der Kaffeesteuer höher als vor 1953. Vor allem Arthur Darboven hatte sich für die Senkung der Kaffeesteuer starkgemacht. Durch die Zollpolitik innerhalb der EWG ab dem 1. Januar 1959 wurde in der Bundesrepublik die Möglichkeit genutzt, die nun ausbleibenden Zollgebühren durch eine Erhöhung der Kaffeesteuer auszugleichen. Die Kaffeepreise blieben trotz Zollsenkung dadurch in etwa dieselben.
Kaffeesteuer wird in Europa nur noch in Deutschland, Belgien, Dänemark, Lettland und Norwegen erhoben. Griechenland führte 2017 ebenfalls eine Kaffeesteuer ein.
Von 2011 bis 2013 betrieb der Kaffeeröster Darboven Lobbyarbeit gegen die Kaffeesteuer. Mitte April 2012 hatte sie über 20.000 Unterstützer. Im Februar 2013 wurde die resultierende Petition zur Abschaffung der Kaffeesteuer vom zuständigen Ausschuss des Deutschen Bundestags endgültig abgelehnt.
Die Europäische Kommission hat am 2. Juli 2020 beschlossen, Deutschland eine mit Gründen versehene Stellungnahme im Zusammenhang mit der Einschränkung von Kaffeelieferungen zu übermitteln. Nach § 18 des Kaffeesteuergesetzes mussten in anderen Mitgliedstaaten ansässige Versandhändler, die Kaffee nach Deutschland verkaufen, einen Beauftragten in Deutschland benennen. Dieser Beauftragte benötigte eine Erlaubnis der deutschen Zollbehörde, musste Aufzeichnungen über die Lieferungen des Versandhändlers führen und für die entstehende Steuer Sicherheit leisten und war der Steuerschuldner. Nach Auffassung der Kommission verhinderte diese Anforderung, dass Versandhändler aus anderen Mitgliedstaaten Kaffee frei nach Deutschland verbringen konnten und verursachte ihnen zusätzlichen Aufwand, was insbesondere kleinen und mittleren Unternehmen den Zugang zum deutschen Markt und den Versandhandel mit Kaffee erschwerte. Die Kommission vertrat die Auffassung, dass diese Anforderungen gegen die EU-Vorschriften über den freien Warenverkehr nach Artikel 34 AEUV und die Dienstleistungsfreiheit nach Artikel 56 AEUV verstoßen. Mit der Änderung des Gesetzes vom 30. März 2021 wurde dem Rechnung getragen; der Versandhändler kann seitdem die Abwicklung der Lieferung auch steuerrechtlich allein vornehmen. Die Möglichkeit, einen Steuervertreter zu bestimmen, bleibt unberührt (§ 18 des Gesetzes).